# Eine Klasse für sich (Fernsehserie, 1984)
Eine Klasse für sich (voller Name: Eine Klasse für sich – Geschichten aus einem Internat) war eine deutsche Familienserie, die vom 27. November 1984 bis zum 18. Juni 1985 im ZDF erstausgestrahlt wurde. Die Regie der 25-teiligen Fernsehserie führte Frank Strecker. Das Drehbuch schrieb Peter M. Thouet.

## Handlung
Die Serie spielt in einem Internat, welches in einem Schloss untergebracht ist. Es gibt zwischenmenschliche und schulische Probleme, die von der Gemeinschaft aber gelöst werden.
Gezeichnet wird das Bild von aufmüpfigen Jugendlichen, die teilweise noch in der Pubertät sind, und die sich Gedanken über ihr Leben und ihre Zukunft machen. Die jungen Leute stehen für die westdeutsche Protestkultur der 1960er, 1970er und den Beginn der 1980er Jahre und stoßen auf Eltern und Lehrer, die ihnen darin nicht oder nur teilweise folgen können. Nicht zuletzt dieser Umstand führt zu den oben erwähnten Konflikten.

## Episodenliste
| Nr. | Erst- ausstrahlung | Titel                                     |
| --- | ------------------ | ----------------------------------------- |
| 1   | 27. Nov. 1984      | Bennis neuer Vater                        |
| 2   | 4. Dez. 1984       | Ein Schulfest mit Folgen                  |
| 3   | 11. Dez. 1984      | Ein Neuer im Internat                     |
| 4   | 18. Dez. 1984      | Ein Fall von väterlicher Gewalt           |
| 5   | 8. Jan. 1985       | Abschied für Studienrat Selle             |
| 6   | 15. Jan. 1985      | Eine neue Lehrerin                        |
| 7   | 22. Jan. 1985      | Außenseiter-Rollenspiel                   |
| 8   | 29. Jan. 1985      | Ein Fernsehjournalist sorgt für Aufregung |
| 9   | 5. Feb. 1985       | Das Treffen der Ehemaligen                |
| 10  | 12. Feb. 1985      | Inas Baby                                 |
| 11  | 19. Feb. 1985      | Der neue Direktor                         |
| 12  | 26. Feb. 1985      | Eine Liebesaffäre                         |
| 13  | 3. März 1985       | Der Junge mit Hut                         |
| 14  | 12. März 1985      | Studienrat Selle hilft aus                |
| 15  | 19. März 1985      | Rockkonzert im Internat                   |
| 16  | 9. Apr. 1985       | Sebastian und der Dealer                  |
| 17  | 16. Apr. 1985      | Die neue Turnhalle                        |
| 18  | 23. Apr. 1985      | Melanie und die Sekte                     |
| 19  | 30. Apr. 1985      | Lehrerwechsel                             |
| 20  | 7. Mai 1985        | Ein kleiner Zauberkünstler                |
| 21  | 14. Mai 1985       | Boris muss die Schule verlassen           |
| 22  | 21. Mai 1985       | Ein Studienrat wird aufs Korn genommen    |
| 23  | 28. Mai 1985       | Ärger mit einer Sportskanone              |
| 24  | 4. Juni 1985       | Tommy will mogeln                         |
| 25  | 11. Juni 1985      | Der Anbau                                 |

## Veröffentlichungen

### DVD
Am 18. April 2019 ist eine DVD-Komplettbox von Pidax Film mit allen 25 Episoden erschienen.

## Sonstiges
Neben bekannten Schauspielern wie Volker Eckstein, Karin Baal, Gernot Endemann, Tayfun Bademsoy, Thomas Astan, Manfred Lehmann, Horst Schön und Oliver Korittke, spielten in der Serie viele Jungschauspieler mit, die heute in der Synchronbranche tätig sind. So sind zum Beispiel Andreas Fröhlich, Oliver Rohrbeck, Ulrike Stürzbecher, Regina Lemnitz und Timmo Niesner gefragte Synchronsprecher.
In der Folge „Rockkonzert im Internat“ spielte die deutsche Band Dr. Koch Ventilator mit.
Eine Klasse für sich wurde bislang nur 1984/1985 einmal im deutschen Fernsehen gesendet. Die Serie nahm viele Themen vorweg, welche später in der erfolgreichen ZDF-Serie Unser Lehrer Doktor Specht erneut behandelt wurden. Vorbild war aber wohl die humorvolle Miniserie „Schülergeschichten“ des SDR von 1980, deren Regisseur Frank Strecker war.